# 다무카이 다이키
다무카이 다이키(일본어: 田向 泰輝, 1992년 3월 24일 ~ )는 일본의 축구 선수이다. 현재 J2리그의 도쿠시마 보르티스에서 뛰고 있다.

## 구단 경력
그는 2014년부터 J리그의 미토 홀리호크, 도쿠시마 보르티스에서 뛰었다.